# Alouatta caraya
L'aluatta nera (Alouatta caraya Humboldt, 1812) è un primate platirrino della famiglia degli Atelidi.

## Distribuzione
È diffusa in Brasile, Bolivia, Paraguay e nel nord dell'Argentina. Il suo habitat è rappresentato dalla foresta pluviale.

## Descrizione

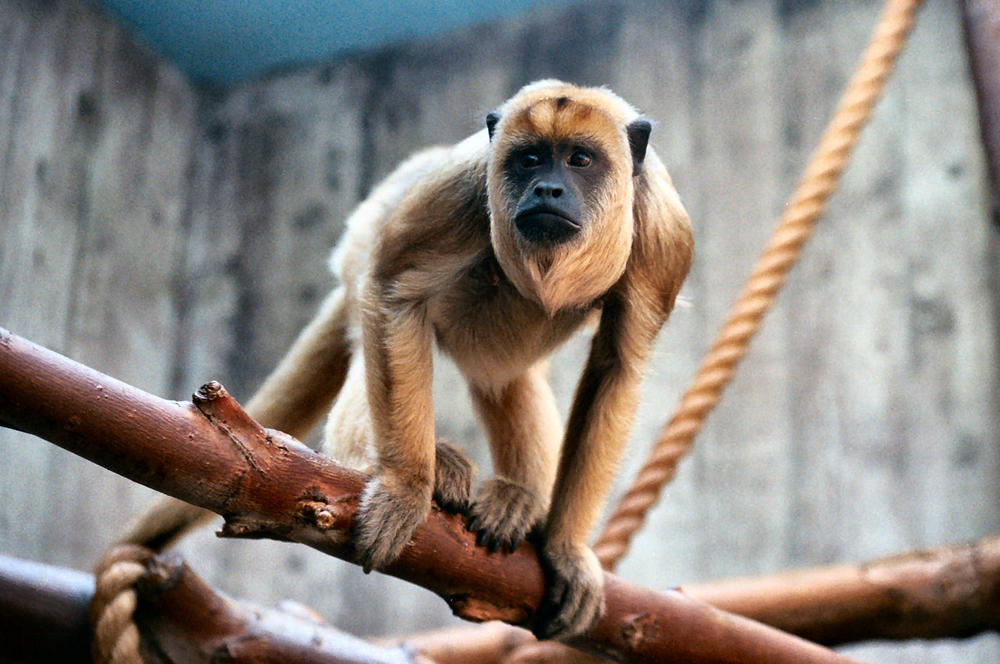
La femmina.

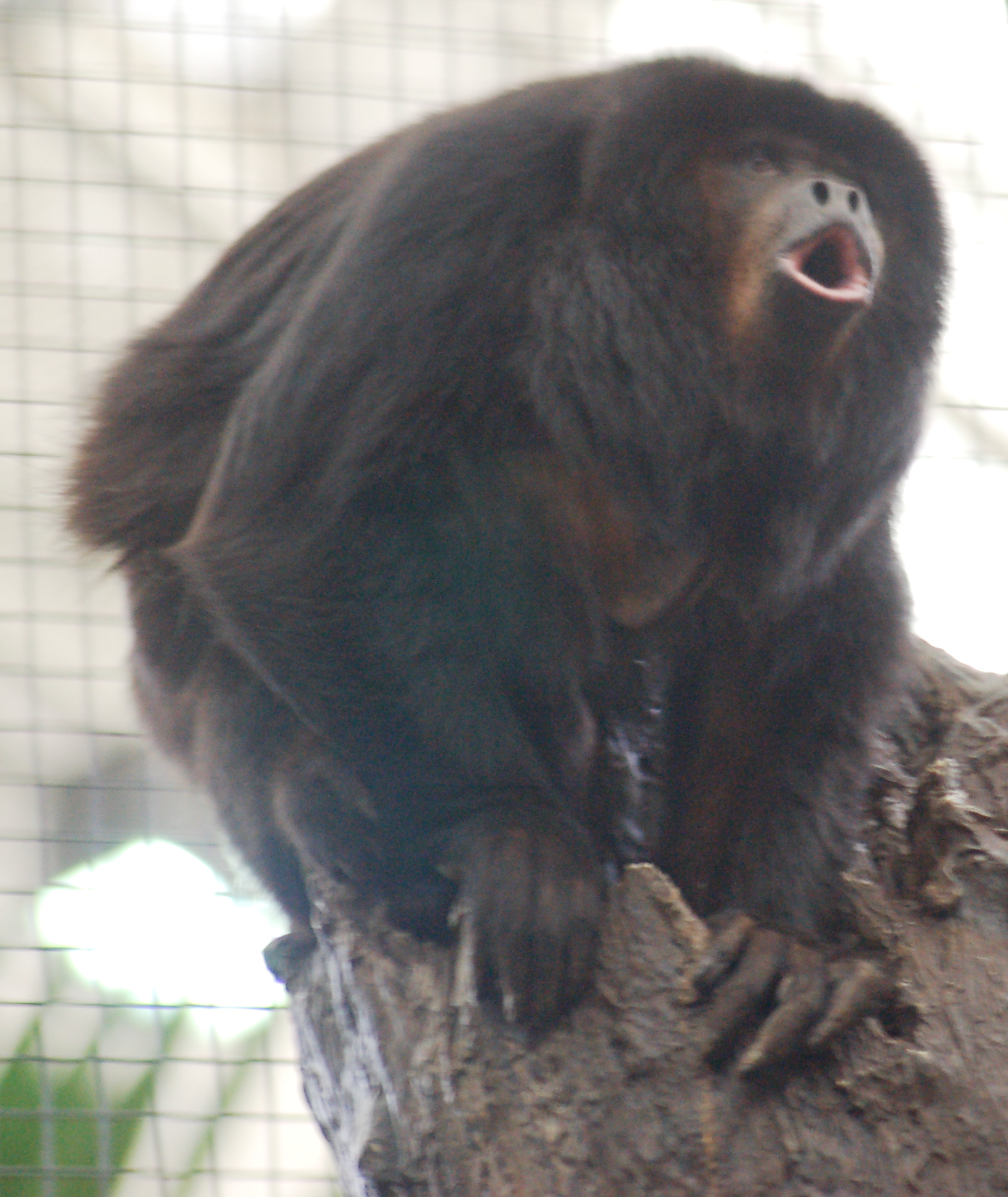
Il maschio.

L'Alouatta caraya presenta un marcato dimorfismo sessuale: il maschio, che può raggiungere gli 8 kg di peso, ha una pelliccia uniformemente nera, mentre la femmina, di peso inferiore ai 5 kg, è di un colore giallo-paglia. I cuccioli di entrambi i sessi hanno una pelliccia di colore giallo-oro. Il muso è nero e glabro in entrambi i sessi.

Possiedono una lunga coda prensile, glabra sulla faccia inferiore, che utilizzano come un vero e proprio quinto arto.
Al pari di tutte le cosiddette scimmie urlatrici hanno un osso ioide e una laringe di grandi dimensioni che consente loro di originare le caratteristiche emissioni sonore.

## Biologia
È una specie arboricola con abitudini diurne, che forma gruppi sociali da 5 a 20 individui. 
Trascorrono molto tempo dormendo (quasi 15 ore al giorno).

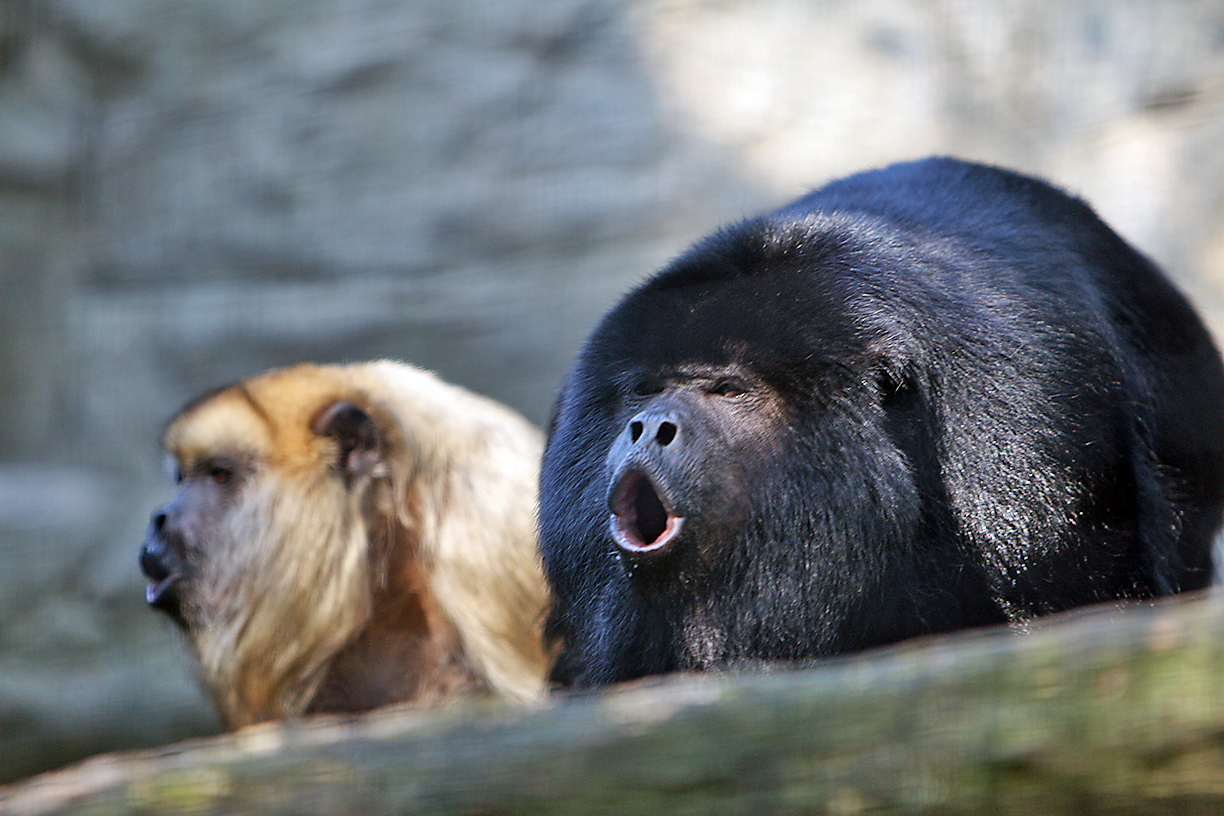
Una coppia durante le vocalizzazioni.

Come tutte le scimmie urlatrici, emette vocalizzazioni particolarmente vigorose, udibili nel raggio di 5 km, utilizzate come "avvertimento" nei confronti dei gruppi vicini, al fine di delimitare il territorio.

### Alimentazione
La loro dieta è basata esclusivamente su foglie, frutti, germogli e fiori, che raccolgono con i lunghi arti ma anche con la versatile e sensibile coda prensile. 

### Riproduzione
La gestazione dura in media 187 giorni, e tende ad essere più lunga nelle giovani femmine di quanto non sia negli esemplari più maturi. Danno alla luce un solo cucciolo per volta, che accudiscono per tutto il primo anno di vita prima di accoppiarsi nuovamente.
L'aspettativa di vita di questa specie è di 15-20 anni.